# Telenomus chrysopae
Telenomus chrysopae är en stekelart som beskrevs av William Harris Ashmead 1898. Telenomus chrysopae ingår i släktet Telenomus och familjen Scelionidae. Inga underarter finns listade i Catalogue of Life.